# Hello World (film)
Hello World (ハロー・ワールド?, Harō Wārudo) è un film d'animazione del 2019, scritto da Mado Nozaki e diretto da Tomohiko Itō. Uno spin-off di tre episodi intitolato Another World è stato presentato in anteprima il 13 settembre 2019.

## Trama
Nella Kyoto del 2027 Naomi Katagaki, studente con la passione per la lettura, entra misteriosamente in contatto con un uomo apparso dal nulla; quest'ultimo gli rivela di essere il "sé stesso" del futuro dal 2037 e di essere tornato nel passato per salvare la compagna di classe e futura fidanzata Ruri Ichigyō, che altrimenti sarebbe morta in seguito alla caduta di un albero colpito da un fulmine.

## Distribuzione
In Giappone, Hello World è stato distribuito dalla Toho a partire dal 20 settembre 2019. In Italia la pellicola, la cui uscita inizialmente prevista per il 9 marzo 2020 è stata rinviata al 4 maggio seguente per l'epidemia di coronavirus; è stata distribuita da Koch Media.
La versione home video italiana è uscita il 10 dicembre 2020.